# Domické škrapy
Domické škrapy este o arie protejată (arie specială de conservare — SAC, sit de importanță comunitară — SCI) din Slovacia întinsă pe o suprafață de 111,58 ha, integral pe uscat.

## Localizare
Centrul sitului Domické škrapy este situat la coordonatele 48°28′59″N 20°28′09″E / 48.483056°N 20.469167°E.

## Înființare
Situl Domické škrapy a fost declarat sit de importanță comunitară în aprilie 2004 pentru a proteja 3 specii de plante și 12 specii de animale. Situl a fost protejat și ca arie specială de conservare în martie 2004.

## Biodiversitate
Situată în ecoregiunea panonică, aria protejată conține 9 habitate naturale: Tufărișuri subcontinentale peripanonice, Pajiști carstice calcaroase sau bazofile, de Alysso-Sedion albi, Păduri panonice cu Quercus pubescens, Fânețe de joasă altitudine (Alopecurus pratensis, Sanguisorba officinalis), Pajiști panonice carstice (Stipo-Festucetalia pallentis), Pajiști stepice subpanonice, Formațiuni de Juniperus communis pe lande sau pajiști calcaroase, Peșteri inaccesibile publicului, Pajiști uscate seminaturale și facies de acoperire cu tufișuri pe substraturi calcaroase (Festuco-Brometalia) (* situri importante pentru orhidee).
La baza desemnării sitului se află mai multe specii protejate:
- plante (3): Dracocephalum austriacum, Pontechium maculatum subsp. maculatum, sisinei (Pulsatilla grandis)
- mamifere (9): liliac cârn (Barbastella barbastellus), liliac cu aripi lungi (Miniopterus schreibersii), liliac cu urechi mari (Myotis bechsteinii), liliac cu urechi de șoarece (Myotis blythii), liliac cărămiziu (Myotis emarginatus), liliac comun (Myotis myotis), liliacul mediteranean cu potcoavă (Rhinolophus euryale), liliacul mare cu potcoavă (Rhinolophus ferrumequinum), liliacul mic cu potcoavă (Rhinolophus hipposideros)
- nevertebrate (3): fluturele de noapte (Eriogaster catax), Euplagia quadripunctaria, Stenobothrus eurasius

Pe lângă speciile protejate, pe teritoriul sitului au mai fost identificate 40 de specii de plante, 2 specii de amfibieni, 7 specii de mamifere, 3 specii de reptile.